# Chiesa di Nostra Signora de Sos Regnos Altos
La chiesa di Nostra Signora de Sos Regnos Altos è un luogo di culto di Bosa. Il piccolo tempio, compreso entro le mura del castello di Serravalle, presenta al suo interno un interessante ciclo di affreschi trecenteschi da attribuire, secondo alcuni studiosi, ad artisti di scuola italiana (forse toscana, toscano-umbra, campana o lombarda) o – secondo altri – di scuola iberica.

## Intitolazione
Nel 1847, fra le rovine del castello, un adolescente ritrovò un simulacro ligneo raffigurante la vergine nell'atto di allattare Gesù bambino (Virgo lactans).
Il rinvenimento, considerato miracoloso, portò a dedicare la chiesa del castello alla Madonna, a cui fu attribuito il titolo di Nostra Signora de Sos Regnos Altos, con riferimento alla posizione sopraelevata del luogo di culto, posizione dalla quale la Vergine avrebbe vegliato dall'alto sulla città.
In precedenza, sono note le più risalenti intitolazioni del tempio alla Beata Vergine Maria (capella sub invocatione Beate Marie, secondo una carta reale del 1459) e – fino all’Ottocento – a Sant'Andrea, del quale permane esposta una statua lignea all'interno della chiesa.
Si è inoltre ipotizzato che, in origine, la chiesa fosse dedicata a San Giovanni, sulla base di un documento, del 1445-1446, nel quale si cita una «capella de Sent Johan del castell de Serraval de la ciutat de Bosa». Diversi autori hanno però riletto la fonte in questione giungendo alla conclusione che la chiesa a cui si fa riferimento sia quella situata alle pendici del colle (e del castello) di Serravalle, tuttora intitolata a San Giovanni. Infatti, anch'essa, nel XV secolo, era una cappella di pertinenza del castellano.

## Storia e descrizione
La cappella palatina fu edificata sul colle di Serravalle in una posizione non organicamente inserita nella cinta muraria trecentesca, ciò che consente di ipotizzare la sua preesistenza rispetto all'attuale fortificazione o la sua costruzione sopra un antecedente luogo di culto pagano (nuragico o punico) oppure bizantino. Le forme odierne del tempio sono il risultato di plurime fasi costruttive. Un primo corpo, situabile intorno al XII o al XIII secolo, misura 8,40 metri per 5,70 e fu realizzato con conci di trachite.
In una seconda fase, intorno al 1340, furono murati le finestre monofore e il portale di accesso in asse con la facciata ad ovest, ricavando così lo spazio necessario per la realizzazione del ciclo di affreschi tra il 1338 e il 1340-45, su commissione di Giovanni d’Arborea. Il portale di accesso fu spostato in posizione laterale, garantendo un più comodo accesso dalla piazza d'armi.
Successivamente (XV secolo), si decorò il timpano della facciata con tre sfere litoidi e si aprì una finestra nel prospetto occidentale, danneggiando così gli affreschi, probabilmente già scomparsi sotto uno strato di calce. Quest'ultima fu probabilmente stesa sulle pareti, con funzione antimicrobica, in occasione di un’epidemia di peste, come quella che aveva ucciso il giudice d’Arborea Mariano IV e il fratello Giovanni, signore di Bosa e del Monteacuto (1376).
Nel Quattrocento, furono altresì collocate due catene lignee, ingentilite da mensole di legno.
Nel XVI secolo, furono eseguiti sulle pareti diversi graffiti che hanno danneggiato il sottostante ciclo pittorico. Si tratta di alcuni modelli di rosoni e della rappresentazione di una battaglia, su un ponte navale, fra tre uomini con abiti dalla foggia iberica cinquecentesca.
Dopo il rinvenimento, tra le rovine del castello, di una statua della Madonna, tra le rovine del castello, nel 1882 fu inviata una supplica al governo sabaudo affinché si provvedesse all’ampliamento e alla riparazione della chiesetta, che fu dedicata alla Vergine, con il titolo di Nostra Signora di Regnos Altos (“degli Alti Regni”, in italiano). Demolite l’abside e la volta, il tempio fu prolungato e coperto da una nuova volta a botte, lunettata e poggiante su archi traversi. A servizio della chiesa fu anche edificata, sul versante meridionale, una piccola sacrestia.
In seguito ai rimaneggiamenti subiti nel tempo (particolarmente nell'area del presbiterio), il tempio attuale è costituito da un unico ambiente, a pianta rettangolare, con copertura lignea a capriate e abside semicircolare.

## Il ciclo degli affreschi

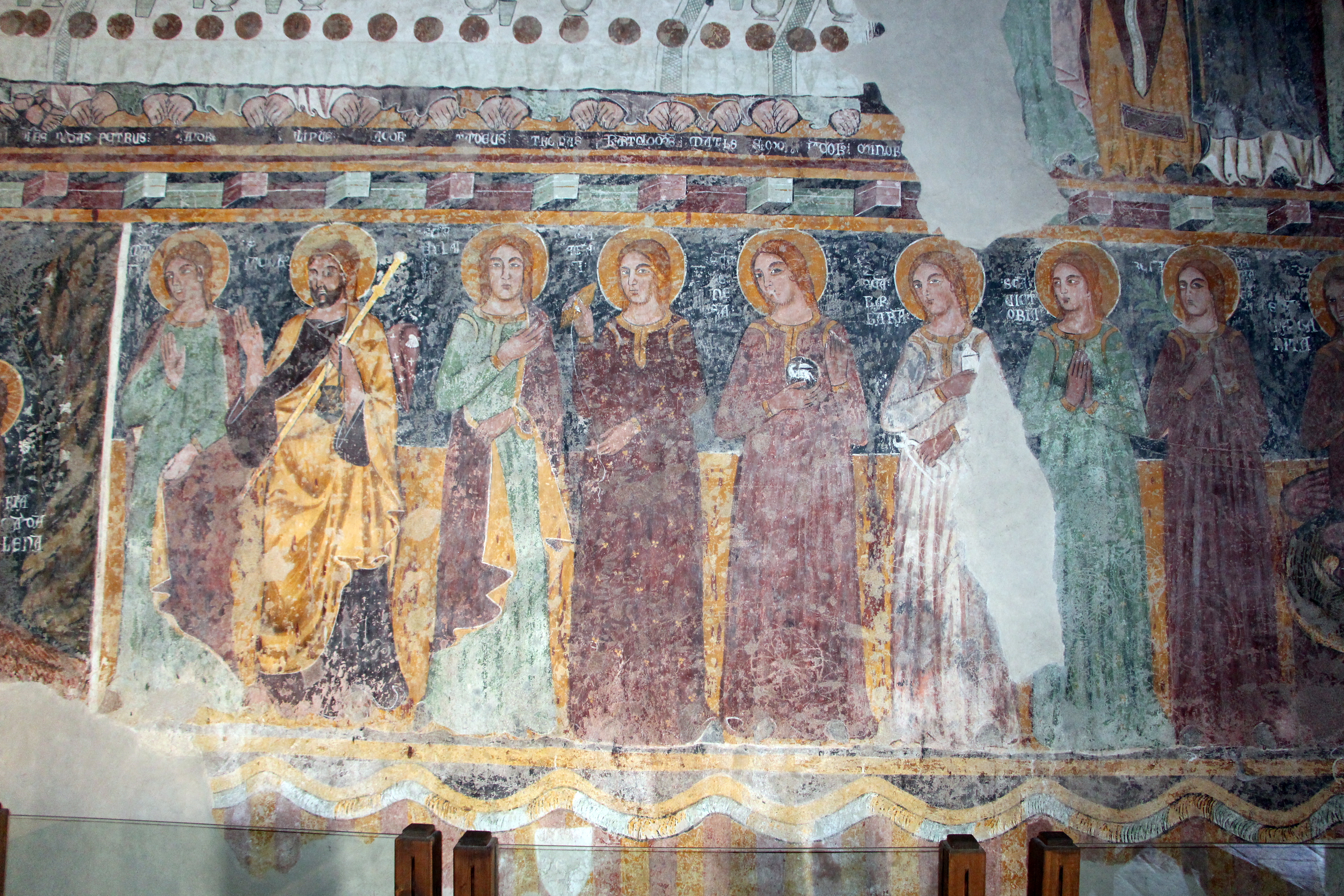
Affresco raffigurante i santi.

Durante un restauro della chiesa, nel 1972, vennero alla luce alcuni affreschi sulle pareti laterali e della controfacciata, originariamente facenti parte di un ciclo realizzato tra il 1317 e il 1370 e danneggiati in varie occasioni, in seguito alle modifiche strutturali subite dalla cappella (in particolare, alla demolizione e riedificazione dell'abside nel XIX secolo).
Gli autori degli affreschi, come anzidetto, sono ignoti ma, secondo alcuni studiosi, sarebbe possibile ricondurli alla scuola italiana (forse toscana, toscano-umbra, campana o lombarda) o – secondo altri – a quella iberica.
Lungo la parete sinistra, procedendo dall'abside verso la porta d'ingresso, si possono osservare, nella parte superiore, le rappresentazioni dell'Adorazione dei magi e dell'Ultima Cena, nella quale sono sequenzialmente rappresentati Gesù, Giovanni, Giuda, Pietro, Andrea, Filippo, Giacomo maggiore, Taddeo, Tommaso, Bartolomeo, Matteo, Simone e Giacomo minore. Seguono le rappresentazioni di dottori della Chiesa e degli evangelisti.
Nella parte inferiore sono rappresentate santa Lucia e Maria Maddalena, alle quali si aggiungono una serie di santi: santa Marta, san Giacomo maggiore, sant'Eulalia, sant'Agata, sant'Agnese, santa Barbara, santa Vittoria, santa Reparata, santa Margherita, santa Cecilia, santa Savina e sant'Ursula.
Nella parte alta della controfacciata sono rappresentati san Martino ed il povero e san Giorgio che uccide il drago. Nella parte bassa sono visibili santa Scolastica, san Costantino imperatore, sant'Elena, l'arcangelo Gabriele e la Vergine annunziata. Accanto alla porta d'ingresso è rappresentato san Cristoforo.
Nella parte alta della parete destra sono raffigurati una serie di santi ignoti mentre nella parte bassa sono rappresentati il martirio di San Lorenzo e l’unica raffigurazione sarda dell’Incontro dei tre morti e dei tre vivi.